# Michail Gorbačëv
Michail Sergeevič Gorbačëv, spesso traslitterato anche come Mikhail Gorbachev o Gorbaciov (in russo Михаил Сергеевич Горбачёв? ; Privol'noe, 2 marzo 1931 – Mosca, 30 agosto 2022), è stato un politico sovietico, dal 1991 russo.
Penultimo segretario generale del Partito Comunista dell'Unione Sovietica dal 1985 al 1991, fu propugnatore dei processi di riforma legati alla perestrojka e alla glasnost', e protagonista nella catena di eventi che portarono alla dissoluzione dell'URSS e alla riunificazione della Germania. Artefice, con la sua politica, della fine della guerra fredda, fu insignito nel 1989 della Medaglia Otto Hahn per la Pace e, nel 1990, del Nobel per la pace. Fu l'ultimo capo dell'Unione Sovietica.

## Biografia

### Cursus honorumall'interno del PCUS

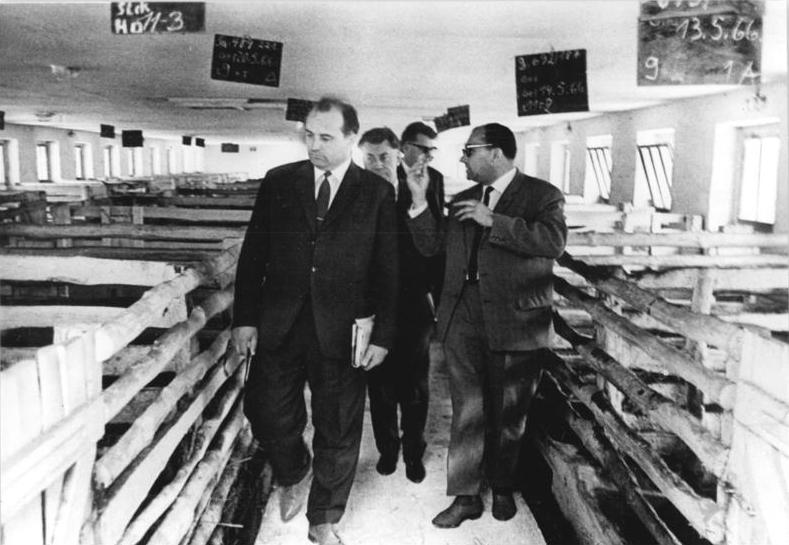
Gorbačëv in visita a un allevamento di maiali a Golßen, nella DDR, nel 1966

Dopo il diploma fu ammesso alla facoltà di giurisprudenza dell'Università statale di Mosca dove ebbe, tra i compagni di studi, il ceco Zdeněk Mlynář. Si laureò nel 1955 e proseguì gli studi per corrispondenza, ottenendo una seconda laurea (nel 1967) in economia agraria presso l'Università statale di agraria di Stavropol'. In questo periodo si iscrisse al Partito Comunista dell'Unione Sovietica e incontrò la futura moglie Raisa Maksimovna Gorbačëva, che sposò il 25 settembre 1953 e con la quale visse da allora fino alla morte di lei nel settembre 1999; da lei nel 1957 ebbe la loro unica figlia, Irina Michajlovna.
Tornato nella città natale, gli fu offerto un incarico nell'associazione giovanile Komsomol. Nel 1970 avviò la sua carriera politica con l'elezione a Primo Segretario del Comitato del Partito nel territorio di Stavropol'. Si riconosceva nel gruppo facente capo al membro del Politburo Fëdor Davydovič Kulakov, che sostituiva come responsabile del comitato centrale per l'agricoltura; quando Kulakov fu stroncato da un infarto nel 1978, entrò nel Politburo come membro supplente.
Nel 1979 si trasferì a Mosca e fece squadra con l'altro membro supplente di tendenza riformista, Pëtr Mironovič Mašerov; dopo la morte di questi in un incidente stradale, toccò a lui la promozione a membro titolare del Politburo del Comitato Centrale del PCUS, ricevendo il patronato da Jurij Vladimirovič Andropov (capo del KGB e nativo di Stavropol'), che sormonta l'obiezione sulla sua giovane età.
In questo periodo le sue posizioni all'interno del PCUS generarono più occasioni di viaggi all'estero, che divennero sempre più frequenti e influenzarono sempre più profondamente il suo punto di vista politico e sociale riguardo alla conduzione del Paese. Nel 1975 aveva già condotto una delegazione nella Repubblica federale di Germania; nel 1983 guidò una delegazione sovietica in Canada per incontrare il primo ministro Pierre Trudeau e alcuni membri della Camera dei comuni.
Jurij Vladimirovič Andropov, prima della sua morte (avvenuta nel 1984), lo indicò alla guida del Partito, ma la successione di Konstantin Černenko gli garantì solo un posto di grande rilievo nella gerarchia, che apparve da subito quello di un vero e proprio delfino.
Il 13 giugno 1984 partecipò come delegato sovietico ai funerali a Roma del segretario del Partito Comunista Italiano Enrico Berlinguer. Dopo una lunga preparazione, nel novembre successivo fu annunciato il suo viaggio nel Regno Unito, che ebbe luogo il 16 dicembre 1984, quando vi si recò per incontrare il Primo ministro Margaret Thatcher.
Fu alla morte di Konstantin Černenko che Michail Gorbačëv (all'età di 54 anni) venne eletto Segretario Generale del PCUS, la carica più alta nella gerarchia di partito e del Paese: era l'11 marzo 1985.

### Segreteria generale e presidenza dell'URSS

#### 1985
Nel 1985, Gorbačëv annunciò la necessità di una profonda riorganizzazione dell'economia sovietica, a causa della stagnazione in cui questa si trovava. Inizialmente, il suo programma di riforma si basò sulla coppia di concetti uskorenie (accelerazione) e gospriomka (controllo statale sulla produzione), ma ben presto furono i termini glasnost' (liberalizzazione, apertura, trasparenza) e perestrojka (ricostruzione) a diventare più popolari.
La cosiddetta "Generazione Komsomol" - che nell'era di Leonid Brežnev esprimeva amministratori di mentalità tecnocratica, ostili alla prosecuzione della stagnazione economica - si rivelò l'uditorio più ricettivo per Gorbačëv e il vivaio di molti uomini d'affari e politici postcomunisti, specialmente nelle repubbliche baltiche e in Ucraina, oltre che in Russia.
Gorbačëv propose un "programma di riforma" che fu approvato nelle sessioni di aprile 1985 del Comitato Centrale. In maggio pronunciò un discorso a Leningrado, patrocinando riforme più generalizzate.
Le riforme incominciarono con il rinnovamento di alte cariche, mediante la sostituzione di Andrej Gromyko con Eduard Shevardnadze come ministro degli esteri. Gromyko, conosciuto in Occidente come Signor Nyet, era stato per ventotto anni Ministro degli esteri ed era considerato di "idee antiquate." Robert D. English osservò che, nonostante l'inesperienza diplomatica di Shevardnadze, Gorbačëv "condivide con lui una visione", oltre all'esperienza nella gestione di una regione agricola dell'Unione Sovietica (Georgia): ciò significava che ambedue possedevano deboli vincoli con il complesso industriale-militare.
Il primo grande programma di cambiamenti introdotto da Gorbačëv fu la ripresa della lotta al consumo dell'alcol nel 1985, pensata per combattere la diffusione dell'alcolismo nel Paese e già avviata da Jurij Vladimirovič Andropov nella sua qualità di Segretario Generale un paio di anni prima. Furono alzati i prezzi della vodka, del vino e della birra e se ne limitarono le vendite. Le persone sorprese in stato di ubriachezza nei luoghi di lavoro o in pubblico furono processate. Si proibì il consumo di bevande alcoliche nei treni a lunga distanza e nei luoghi pubblici e si censurarono le scene di consumo di alcolici nei film. Tuttavia, questa riforma non ebbe un effetto significativo sull'alcolismo nel paese, mentre economicamente fu un duro colpo sui proventi delle imposte sul consumo di alcolici in Unione Sovietica (la produzione di bevande alcoliche, infatti, migrò verso il mercato nero poiché la mafia russa aveva un'organizzazione capillare).

#### 1986
La sua politica di riforme decollò con l'approvazione, durante il ventisettesimo congresso del PCUS (nel mese di febbraio del 1986), della glasnost', della perestrojka e della uskorenie (accelerazione dello sviluppo economico).
I nuovi princìpi strategici avrebbero non molto tempo dopo condotto alla fine della guerra fredda, arrestando la corsa agli armamenti tra USA e URSS e diminuendo grandemente il rischio di un conflitto nucleare. Dall'aprile di quell'anno dovette gestire il disastro di Černobyl', nell'attuale Ucraina.
L'11 ottobre 1986, Gorbačëv e il presidente statunitense Ronald Reagan si incontrarono nel vertice di Reykjavík per discutere la riduzione degli arsenali nucleari installati in Europa. Tutto ciò condusse, nel 1987 alla firma del Trattato INF sulla eliminazione delle armi nucleari a raggio intermedio in Europa.

#### 1987
Il Plenum del Comitato Centrale del Partito Comunista dell'Unione Sovietica del gennaio 1987 vide la cristallizzazione delle riforme politiche di Gorbačëv, comprese le proposte di ammettere una pluralità di candidati per le elezioni e la nomina di persone esterne al Partito in incarichi di Governo.
In quello stesso anno, il 28 maggio (il giorno della Festa delle Guardie di Frontiera), nella Piazza Rossa di Mosca, fra lo sgomento dei passanti, atterrò un aeroplano sportivo pilotato dal diciannovenne cittadino della Repubblica Federale Tedesca Mathias Rust. Rust era decollato da Amburgo, e dopo un breve scalo a Helsinki, doveva proseguire alla volta di Stoccolma. In seguito però egli aveva cambiato rotta dirigendosi in territorio sovietico. Subito dopo aver varcato la frontiera e poi, mentre avanzava sulla rotta per Mosca, più volte era stato intercettato dai radar e avvicinato da caccia sovietici, i quali però non avevano ricevuto alcun ordine di reagire. Neppure il sistema automatico della difesa contraerea della capitale aveva funzionato poiché proprio quel giorno esso era stato messo fuori servizio per lavori di manutenzione. Che un giovane della Germania Occidentale fosse riuscito a volare con un aereo da turismo Cessna 172 fino a Mosca, attraversando le frontiere sovietiche senza essere scoperto e atterrando vicino alla Piazza Rossa, screditò pesantemente i militari sovietici: Gorbačëv ne approfittò per imporre grandi cambiamenti di personale, cominciando dal vertice, dove nominò Dmitrij Timofeevič Jazov come ministro della Difesa.
Le riforme economiche occuparono gran parte del resto del 1987. In giugno si approvò una nuova legge che concedeva alle imprese più indipendenza, e in novembre Gorbačëv pubblicò un libro intitolato Perestroika: New Thinking for Our Country and the World (Perestroika: un nuovo pensiero per il nostro paese e il mondo), in cui spiegava le sue proposte di riforma. Nonostante ciò, contemporaneamente aumentava l'acredine personale e professionale tra Gorbačëv e Boris El'cin: questi fu sostituito come Primo Segretario del Partito di Mosca, dopo avere criticato Gorbačëv e altri durante il Plenum di ottobre. Nello stesso anno furono ufficialmente riabilitati molti degli oppositori di Stalin, in proporzioni ben maggiori della prima destalinizzazione del 1956.

#### 1988
Il 1988 vide l'introduzione della glasnost' mediante nuove libertà individuali ai cittadini, come una maggiore libertà di espressione e libertà di religione. Questo fu un cambiamento radicale, poiché il controllo della parola e la repressione delle critiche da parte del governo era stato - fino ad allora - una parte centrale del sistema sovietico. La stampa diventò molto meno controllata e migliaia di prigionieri politici e dissidenti furono messi in libertà.
La meta di Gorbačëv nella realizzazione della glasnost' fu di mettere sotto pressione i conservatori dentro il PCUS, che si opponevano alle sue politiche di ristrutturazione economica: ciò fece Gorbačëv con la speranza che, attraverso differenti gamme di apertura, dibattito e partecipazione, il paese sovietico appoggiasse le sue iniziative di riforma. Allo stesso tempo, Gorbačëv aprì sé stesso e le sue riforme alle critiche nell'opinione pubblica, come si evidenzia in una lettera di Nina Andreeva - di critiche alle sue riforme - pubblicata nell'edizione di marzo di Sovetskaja Rossija. Queste critiche si sarebbero moltiplicate, alla fine degli anni ottanta, quando diventarono palesi la scarsità di prodotti basilari e delle forniture, giunte a livelli tipici dei tempi di guerra.
La Legge delle Cooperative - promulgata nel maggio 1988 - fu forse la più radicale delle riforme economiche durante la prima parte dell'era di Gorbačëv. Per la prima volta dalla Nuova politica economica di Lenin, la legge permetteva la proprietà privata delle imprese di servizi, nell'industria manifatturiera e in settori del commercio esterno. Inizialmente, la legge imponeva alte imposte e restrizioni di impiego, ma questi elementi furono rivisti, più tardi, per non scoraggiare l'attività del settore privato. In virtù di questa disposizione, le cooperative, i ristoranti, i negozi e i fabbricanti di manifatture si trasformarono, modificando in parte la scena economica sovietica. Va segnalato che alcune delle Repubbliche Socialiste Sovietiche ignorarono queste restrizioni; in Estonia alle cooperative fu permesso di servire pienamente alle necessità dei visitatori stranieri e lo stabilimento di joint ventures con imprese straniere.

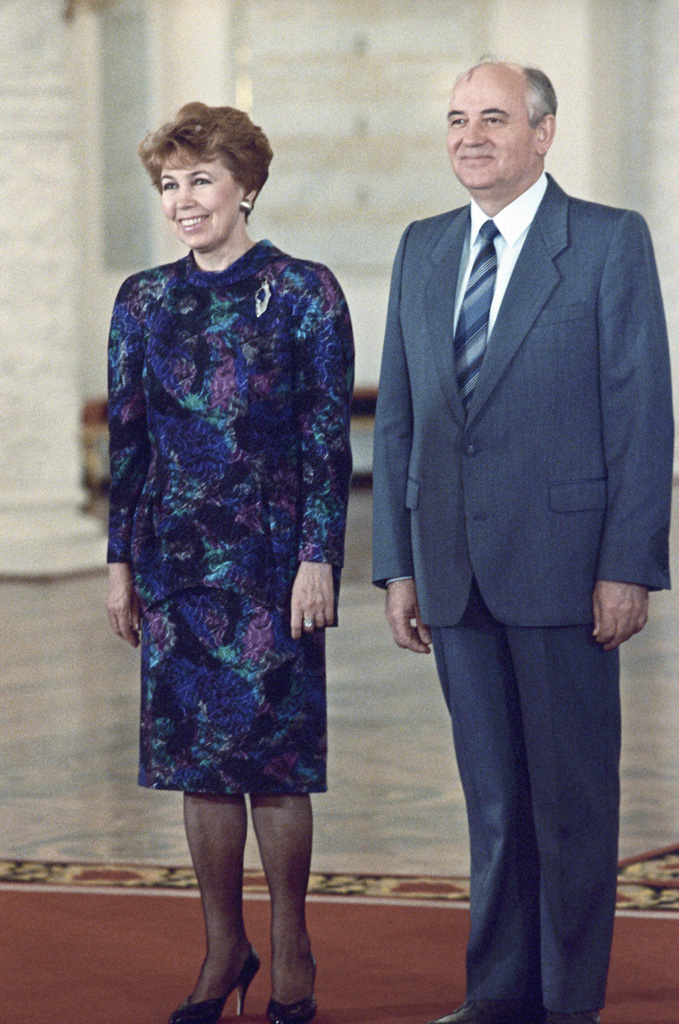
Michail Gorbačëv e sua moglie Raisa Maksimovna Gorbačëva durante la cerimonia ufficiale di addio del presidente degli Stati Uniti Ronald Reagan dopo la sua visita in URSS. Sala di San Giorgio del Gran Palazzo del Cremlino. URSS, Mosca, 2 giugno 1988

Nel giugno 1988, nella XIX Conferenza del Partito Comunista dell'Unione Sovietica, Gorbačëv diede inizio a radicali riforme destinate a ridurre il controllo dell'apparato governativo sulle attività private. Propose un nuovo modello di governance nella forma di un sistema presidenziale, con un nuovo elemento legislativo che si sarebbe denominato Congresso dei Deputati del Popolo dell'Unione Sovietica.
Nel settembre del 1988 Gorbačëv assunse anche la carica di capo dello Stato mandando in pensione Andrej Gromyko.
In politica estera, Gorbačëv, insieme con il suo ministro degli esteri Eduard Ševardnadze, conseguì anche il ritiro delle truppe sovietiche dall'Afghanistan, messo in pratica dopo la stipula degli Accordi di Ginevra (1988). Gorbačëv - in vari viaggi nei paesi del patto di Varsavia - annunciava la fine della dottrina Brežnev, il che avrebbe permesso alle nazioni del Blocco orientale di tornare alla democrazia.

#### 1989
Le elezioni per il Congresso dei Deputati del Popolo dell'Unione Sovietica si celebrarono in marzo e aprile 1989. Nelle elezioni, furono sconfitti molti candidati del Partito. Inoltre, Boris El'cin fu scelto per Mosca e ritornò alla vita politica per trasformarsi nel principale critico di Gorbačëv.
Il Congresso si riunì per la prima volta il 25 maggio. Il suo primo compito fu l'elezione dei rappresentanti del Congresso nel Soviet Supremo. Nonostante la sua elezione a Presidente, il Congresso portò problemi per Gorbačëv, poiché le sue sessioni furono teletrasmesse, generando più visibilità nelle critiche al potere e una domanda popolare di una riforma ancora più rapida.
Il resto del 1989 fu marcato dalla caduta del muro di Berlino e dalle questioni nazionali, che tornavano a essere sempre di più problematiche. Nonostante la distensione internazionale raggiungesse livelli senza precedenti - con la ritirata sovietica della guerra dell'Afghanistan e con i dialoghi tra gli Stati Uniti d'America e l'Unione Sovietica, che continuarono tra Gorbačëv e il neopresidente George H. W. Bush - le riforme interne cominciarono a soffrire la crescente divergenza tra i riformisti, che criticavano il lento ritmo di cambiamento, e i conservatori che criticavano l'estensione del cambiamento.
L'8 settembre 2018 una ex spia del Regno Unito, che utilizza nel suo libro lo pseudonimo di Tom Shore, affermò di aver sventato nel 1989 un complotto per assassinarlo in occasione di una sua visita in Germania Est. La spia dichiarò di avere scoperto la macchinazione mentre era sotto copertura, riuscendo poi a neutralizzarla. L'attentato sarebbe stato organizzato dai terroristi di estrema sinistra della Rote Armee Fraktion, con il beneplacito dei vertici del Politburo del partito e del KGB: l'omicidio di Gorbačëv avrebbe fornito all'URSS un pretesto per invadere la Repubblica Democratica Tedesca e ristabilire il suo controllo sui Paesi del Patto di Varsavia.

#### 1990
Il 15 marzo 1990 il Congresso dei rappresentanti del popolo dell'URSS (il primo parlamento costituito sulla base di libere elezioni nella storia del Paese) elesse Gorbačëv presidente dell'Unione Sovietica. Il 15 ottobre dello stesso anno, grazie alla sua fama di riformatore e leader politico mondiale, nonché al contributo dato per migliorare le sorti della guerra fredda, gli fu assegnato il Premio Nobel per la pace.
In politica interna si giova di una dialettica tra conservatori (guidati da Ligačëv e Əliyev) e riformatori (rappresentati da Boris El'cin e Ševardnadze), da lui abilmente guidata per mantenersi in equilibrio tra i due schieramenti interni al PCUS e portare così il Paese a un moderato progresso democratico. Ma nel 1988-1989 l'equilibrio del divide et impera vacilla paurosamente: i primi moti nazionalisti nel Caucaso e nei Paesi baltici sfociano in disordini e crimini (ad esempio l'eccidio degli armeni nella capitale azera Baku, gli assassinii di persone russe in Kazakistan e altro).
Di fronte a questi fatti che minavano l'integrità territoriale e politica del Paese, Gorbačëv si comportò in un modo difficilmente spiegabile. Dapprima non reagì affatto, mentre i disordini assumevano vaste dimensioni. Poi ordinò di usare la forza militare, il che provocò ulteriori vittime e accrebbe i sentimenti indipendentisti.

#### 1991
L'uso della forza caratterizzò l'inizio dell'anno, nel caso della Lituania nella quale, dopo aver a lungo tollerato, se non addirittura sostenuto, un'intensa attività di movimenti indipendentisti, nel gennaio 1991 Gorbačëv ordinò improvvisamente all'Armata Rossa di occupare la sede del parlamento e della locale televisione di stato a Vilnius (analogo tentativo fallì a Tallinn). Le reazioni militari violente non produssero nulla, oltre ai morti e all'odio verso il potere centrale moscovita (fu allora che all'uopo si costituirono i famigerati OMON, le truppe del Ministero dell'interno incaricate della repressione, che causò diverse decine di morti imputate direttamente al Cremlino).

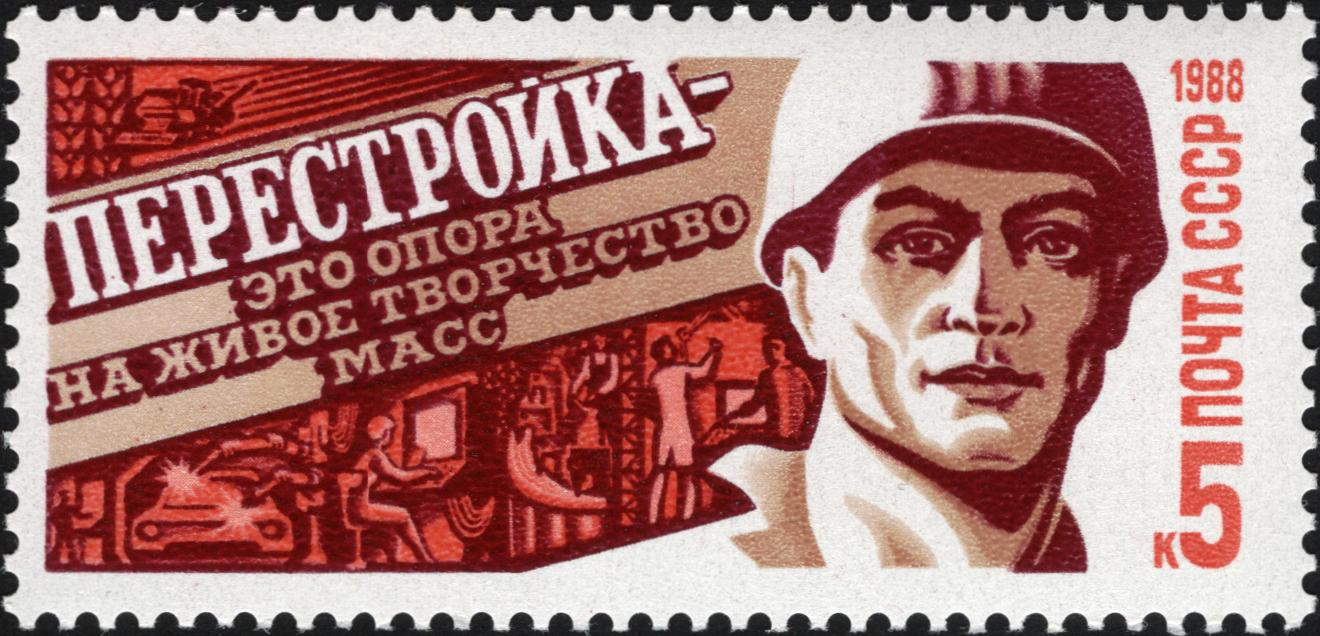
Francobollo della Perestrojka, 1988

Boris El'cin fu eletto Presidente della Repubblica russa, poi però abbandonò il PCUS, inneggiando alla necessità di abolire la disposizione costituzionale sul ruolo guida del Partito Comunista. Mentre l'economia, tra tentativi di liberalizzazione e resistenze collettivistiche, perdeva colpi, nell'agosto 1991 i comunisti conservatori tentarono un colpo di Stato, istituendo il Comitato per lo Stato d'Emergenza: nonostante il fatto che Gorbačëv ne sia stato la prima vittima, essendo rimasto recluso per tre giorni nella villa presidenziale in Crimea, gli fu contestato da Boris El'cin - dopo che questi piegò la resistenza dei golpisti coll'alleanza dei presidenti delle repubbliche federate non russe - di aver con le sue tattiche favorito il radicamento al potere non di interlocutori responsabili della perestrojka, ma di pericolosi avventuristi.
Nonostante il suo dissenso dalla deriva liberista propugnata da El'cin, il partito Comunista fu messo al bando e i suoi beni confiscati. Il 25 dicembre 1991 Gorbačëv rassegnò le sue dimissioni da Capo dello Stato: poche settimane prima, l'8 dicembre, i capi degli Stati di Russia con Boris El'cin e Gennadij Burbulis, Ucraina con Leonid Kravčuk e Vitol'd Fokin e Bielorussia con Stanislaŭ Šuškevič e Vjačeslaŭ Kebič avevano firmato a Belavežskaja pušča l'Accordo di Belaveža, il trattato che sanciva la dissoluzione dello Stato sovietico. Le dimissioni di Gorbačëv e la dissoluzione furono ufficialmente confermate il 26 dicembre dello stesso anno, dal Soviet Supremo. Il 29 dicembre, abbandonò definitivamente il Cremlino.

### Attività successive alle dimissioni da Capo di Stato

Ronald Reagan e Michail Gorbačëv

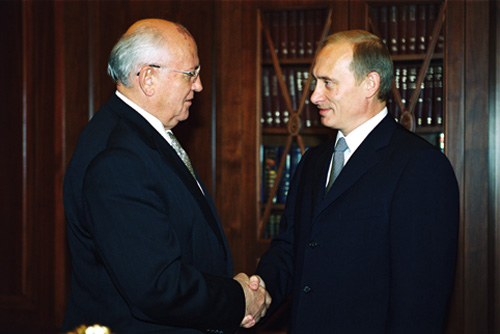
Gorbačëv con Vladimir Putin nel 2001

Dal gennaio del 1992 Gorbačëv fu presidente della Fondazione Internazionale Non-Governativa per gli Studi Socio-Economici e Politici (la Fondazione Gorbačëv). Dal marzo del 1993 divenne inoltre presidente (nonché fondatore) della Green Cross International, un'organizzazione ambientalista indipendente presente in più di 30 paesi.
Ha inoltre ricoperto l'incarico di Presidente del Partito Socialdemocratico Unito della Russia, fondato il 26 novembre 2001; è stata un'unione di parecchi partiti socialisti democratici, dalla cui guida si è dimesso nel maggio 2004 a causa di disaccordi con il presidente del partito, Konstantin Titov, relativo alla nuova direzione intrapresa durante la campagna elettorale del dicembre 2003.

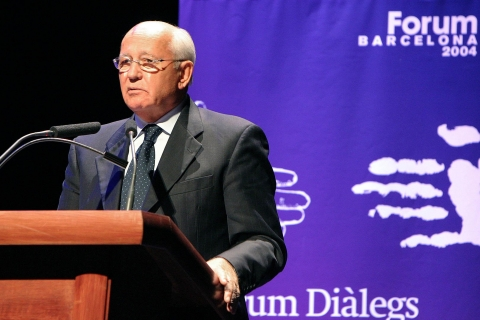
Discorso al Forum di Barcellona nel 2004

Nel giugno 2004 ha assistito al funerale di Ronald Reagan. Nel settembre dello stesso anno, a seguito degli attacchi terroristici ceceni in Russia, il presidente Vladimir Putin ha lanciato un'iniziativa per sostituire l'elezione dei governatori regionali con un sistema per cui gli stessi sono direttamente nominati dal presidente e approvati dalle legislature regionali. Gorbačëv ha criticato tali provvedimenti, accusando Putin di allontanarsi dalla via democratica. 
Gorbačëv è stato presidente del Women's World Award, un concorso annuale sponsorizzato dall'organizzazione World Awards.

## Vita privata

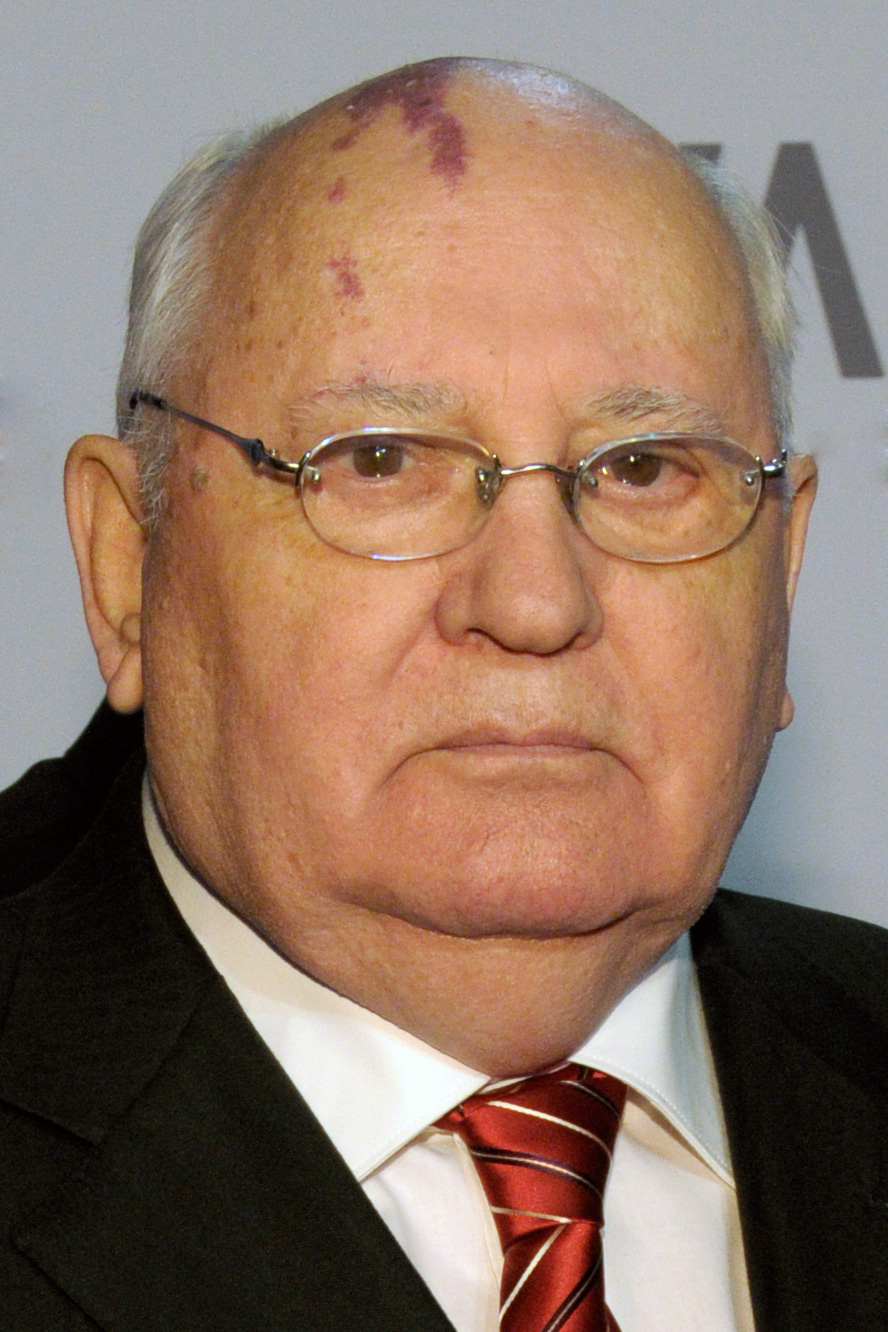
Michail Gorbačëv al Gala di beneficenza dell'UNESCO 2011

### Posizioni sulla religiosità
Malgrado fosse stato battezzato alla nascita cristiano ortodosso, Michail Gorbaciov si è sempre dichiarato non credente. Il 28 marzo del 2008, dopo essersi recato in Umbria presso la tomba di San Francesco d'Assisi, molti hanno narrato di una sua presunta conversione alla religione cattolica; Gorbaciov ha successivamente smentito questa versione e ha dichiarato di essere sempre stato ateo sin dal periodo della gioventù e della militanza nel PCUS, spiegando che la visita ad Assisi era avvenuta per motivi turistici e non per un pellegrinaggio.
Durante la sua leadership però, su tale materia, intraprese azioni per favorire una maggiore libertà nella pratica dei vari culti in Unione Sovietica. Ciriaco De Mita, Presidente del Consiglio italiano dal 1988 al 1989 nonché fervente cattolico ha inoltre raccontato che Gorbačëv, durante un incontro nella sua dacia in Unione Sovietica nel 1988, abbia domandato: "Cos'è la vita senza spiritualità?"

### La "voglia di Gorbačëv"
L'esteso nevo vinoso che Gorbačëv aveva sulla fronte dalla nascita è stato spesso oggetto di attenzione da parte di critici e satirici. Gli fu suggerito di rimuoverlo chirurgicamente, ma rispose di no, ritenendo che il gesto avrebbe potuto essere mal interpretato, come se egli fosse più preoccupato della propria immagine che delle questioni politiche davvero importanti.

### Morte
Da tempo sofferente di diabete e di problemi renali, dal 20 giugno 2022 era ricoverato in dialisi e sotto stretta osservazione dei medici a Mosca presso il Central Clinical Hospital della Russia, dove, il 30 agosto dello stesso anno, è morto all'età di 91 anni. Dopo i funerali celebrati il 3 settembre, ha ricevuto sepoltura nel cimitero di Novodevičij accanto a sua moglie.

## Critiche

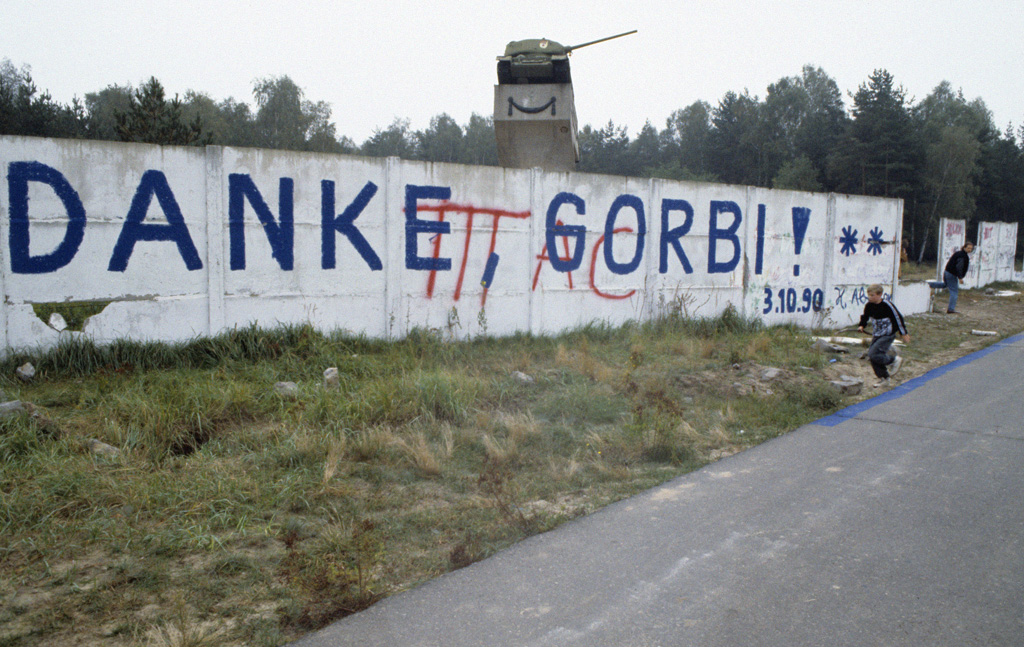
Il Muro di Berlino il 3 ottobre 1990

La figura di Gorbačëv è normalmente vista in modo positivo in Occidente, mentre in Russia la sua immagine è vista con meno favore. 
Secondo un sondaggio del 2017, realizzato dall'istituto indipendente Levada Center, il 46% dei russi ha un'opinione negativa nei confronti di Gorbačëv, il 30% gli è indifferente, mentre il 15% ne ha un'opinione positiva. Pesa a suo carico la dissoluzione dello Stato sovietico, che ha avuto notevoli ripercussioni, anche economiche, per vasti strati della popolazione russa. 
In particolare gli si attribuisce la responsabilità delle seguenti iniziative:
- Campagna antialcol. Proclamata il 17 agosto 1985, contemplando l'estirpazione del circa 25% dei vigneti e una forte riduzione della produzione della vodka, portò a un notevole calo delle entrate dell'erario dal settore alcolici (dai 60 miliardi di rubli ai 35). La conseguente carenza di alcolici ebbe come effetto la fioritura della produzione clandestina e del mercato nero,contribuendo alla nascita in URSS della criminalità organizzata.[senza fonte]
- Incoraggiamento dei moti nazionalistici nel Caucaso. Si attribuisce a Gorbačëv la mancata reazione ai pogrom contro gli armeni di Baku e di Sumqayıt che durarono l'intera settimana dal 13 fino al 20 gennaio 1990 e provocarono una sessantina di morti sotto gli occhi delle forze dell'ordine (che peraltro erano state disarmate per un ordine arrivato da Mosca). Solo a cose fatte, nella notte dal 19 al 20 gennaio, Gorbačëv proclamò lo stato d'emergenza a Baku e ordinò l'assalto della città all'esercito regolare sotto il comando del russo Aleksandr Lebed'. Ciò produsse a sua volta quasi 100 vittime di nazionalità azera. Gli eventi fomentarono i sentimenti indipendentisti, antisovietici e antirussi, non solo in Azerbaigian, ma anche nell'intera Transcaucasia. Decine di migliaia di comunisti azeri bruciarono le loro tessere, mentre gli indipendentisti arrestati durante l'assalto (tra cui gli istigatori dei pogrom) furono presto rimessi in libertà e si adoperarono per staccare la repubblica dal resto dell'URSS.
- Accelerazione dello sgretolamento dell'URSS attraverso l'istituzione della carica di presidente della repubblica sovietica. Nel marzo del 1990, quasi contemporaneamente all'assunzione di Gorbačëv della carica di presidente dell'URSS, con il suo consenso anche nelle singole repubbliche sovietiche furono istituite cariche analoghe, il che stimolò ulteriormente le già forti tendenze separatiste. Particolarmente confusa divenne la situazione nella più grande RSFS Russa, dove il neoeletto presidente Boris El'cin ingaggiò un'aperta lotta contro Gorbačëv in quanto capo dell'URSS, proclamando addirittura la supremazia delle leggi locali russe su quelle sovietiche (federali). L'istituzione della carica del presidente incoraggiò le forze secessioniste anche nelle altre repubbliche: già l'11 marzo 1990 proclamava l'indipendenza la Lituania, a cui seguirono la Georgia (26 maggio), l'Uzbekistan (20 giugno), la Moldavia (23 giugno), l'Ucraina (16 luglio) e via via tutte le altre.

## Riconoscimenti

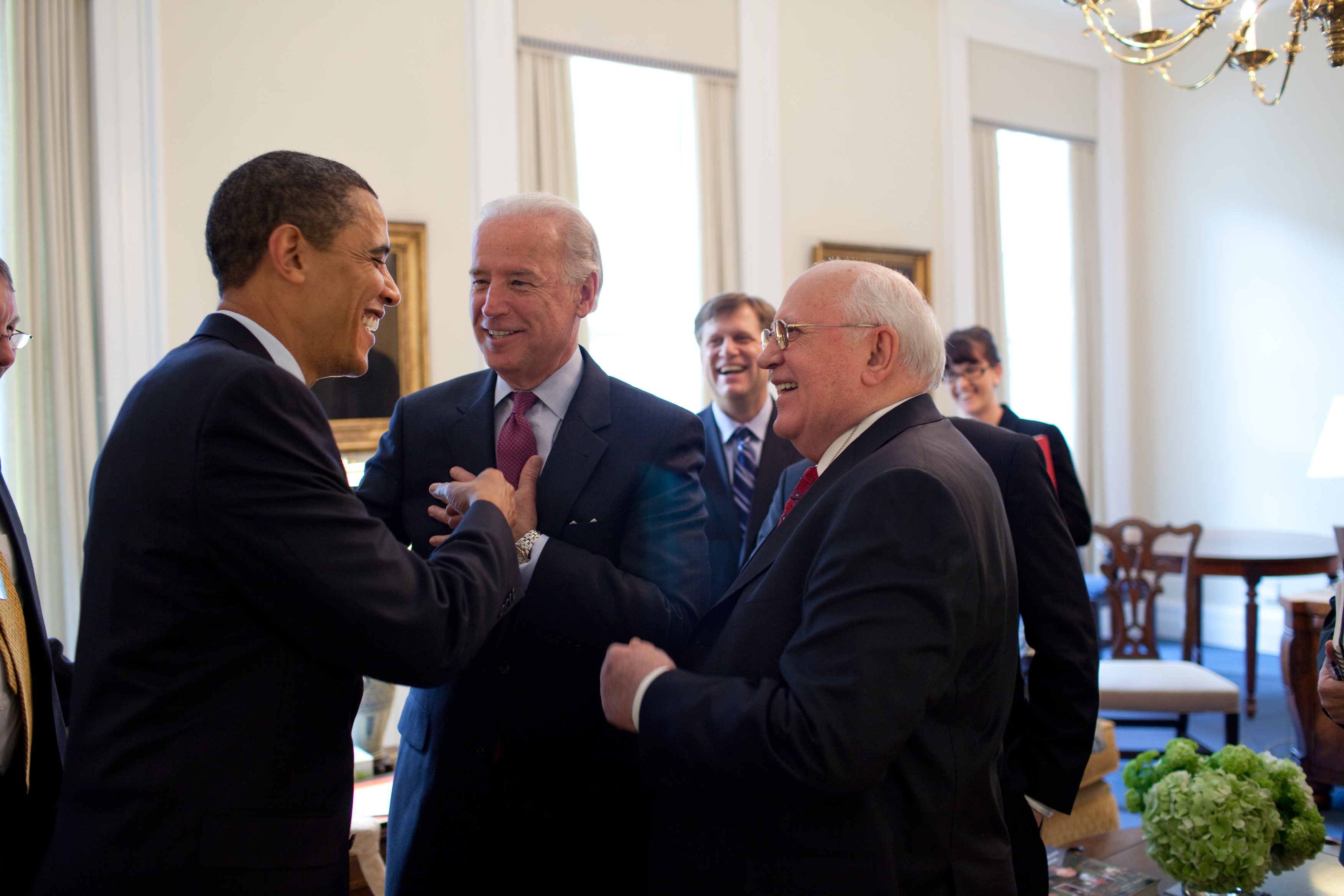
Gorbačëv con Barack Obama e Joe Biden nel 2009

Michail Gorbačëv ha ottenuto l'Ordine della Bandiera rossa del lavoro, tre Ordini di Lenin e molte altre onorificenze e riconoscimenti sovietici e internazionali, oltre a numerose lauree honoris causa da università di tutto il mondo. 
Nel dicembre 1989 ha ricevuto il Premio Colombe d'Oro per la Pace.Nel 1990 gli è stato consegnato il Premio Nobel per la pace.

## Opere pubblicate in Italia
- L'Urss verso il duemila. Pace e socialismo, Milano, Teti, 1986.
- Proposte per una svolta. La relazione al XXVII Congresso del Pcus e altri documenti. Con una prefazione-intervista inedita dell'autore, Roma, Editori riuniti, 1986. ISBN 88-359-2987-3.
- Moratoria. Discorsi e interventi, Camerino-Pieve Torina MC, Mierma, 1987.
- L'Ottobre e la perestrojka: la rivoluzione continua. Discorso del segretario del Pcus per il 70º della rivoluzione, Roma, Editori riuniti, 1987. ISBN 88-359-3170-3.
- Verso un mondo migliore, Milano, Sperling & Kupfer, 1987. ISBN 88-200-0741-X.
- Perestrojka. Il nuovo pensiero per il nostro paese e per il mondo, Milano, A. Mondadori, 1987. ISBN 88-04-31008-1.
- Glasnost. Botta e risposta con i giornalisti di tutto il mondo, Milano, Teti, 1988.
- La sfida. XIX Conferenza pansovietica del PCUS. 28 giugno-1º luglio 1988, Roma, Editori riuniti, 1988. ISBN 88-359-3242-4.
- Parliamoci. Perestrojka in politica estera, Roma, Napoleone, 1988.
- Pensare il mondo nuovo, con altri, Roma, l'Unità, 1989.
- La casa comune europea, Milano, A. Mondadori, 1989. ISBN 88-04-33183-6.
- Il golpe di agosto. Che cosa è successo, che cosa ho imparato, Milano, A. Mondadori, 1991. ISBN 88-04-35690-1.
- Dicembre 1991. La fine dell'Unione Sovietica vista dal suo Presidente, Firenze, Ponte alle grazie, 1992. ISBN 88-7928-022-8.
- Vincitori e perdenti. Dall'Urss alla Russia, Torino, La Stampa, 1993. ISBN 88-7783-073-5.
- Le idee di Berlinguer ci servono ancora, Roma, Sisifo, 1994. ISBN 88-86059-06-X.
- Riflessioni sulla rivoluzione d'ottobre, Roma, Editori riuniti, 1997. ISBN 88-359-4407-4.
- Umanesimo e nuovo pensiero, Torino, Multimage, 1997. ISBN 88-86762-08-9.
- Le nostre vie si incontrano all'orizzonte, con Daisaku Ikeda, Milano, Sperling & Kupfer, 2000. ISBN 88-200-3029-2.
- Spiegami il mondo. I premi Nobel rispondono alle domande dei bambini, con Dario Fo, Dalai Lama, Shimon Peres e altri, Milano, Oscar Mondadori, 2005. ISBN 88-04-53767-1.
- Il mio manifesto per la terra, Roma, Borla, 2005. ISBN 88-263-1562-0.
- Ogni cosa a suo tempo. Storia della mia vita, Venezia, Marsilio, 2013. ISBN 978-88-317-1518-8.
- Il nuovo muro. Un protagonista del Novecento racconta il mondo di oggi e il sistema Putin, Sperling & Kupfer, 2015, ISBN 978-88-200-5909-5.